# Abbazia di Westminster
La collegiata di San Pietro in Westminster (in inglese: Collegiate Church of Saint Peter in Westminster) presso l'abbazia di Westminster (in inglese: Westminster Abbey), nota per sineddoche con lo stesso nome di quest'ultima, è il più importante luogo di culto già cattolico e poi anglicano di Londra dopo la cattedrale di San Paolo. È sede delle incoronazioni dei sovrani d'Inghilterra e luogo di sepoltura di personaggi anglicani importanti. A causa della sua funzione, non è soggetta all'autorità diocesana ed è una chiesa proprietaria della monarchia britannica (royal peculiar).
Si trova a Westminster, Londra, a ovest del palazzo di Westminster, sede del parlamento, mentre la cosiddetta abbazia nuova di St. Mary of the Graces, sede di un monastero cistercense, era situata a est (Eastminster).
Il sito è patrimonio dell'umanità UNESCO.
A poca distanza sorge la cattedrale cattolica di Westminster, assai più recente, con la quale l'abbazia non va confusa.

## Storia
L'abbazia di Westminster fu eretta tra il 1045 e il 1050 da Edoardo il Confessore che ne intraprese la costruzione per mantenere fede a un voto che aveva fatto mentre era in esilio in Normandia: se la sua famiglia avesse riavuto il trono d'Inghilterra, egli avrebbe compiuto un pellegrinaggio a Roma.
Quando Edoardo diventò re, gli fu impossibile lasciare il paese. Mandò allora un messaggero al pontefice chiedendo di essere dispensato dal voto, e il papa lo commutò nell'impegno a edificare un monastero dedicato a san Pietro. Edoardo individuò un sito in cui già esisteva il culto del santo, a Thorney Island sul Tamigi, dove nel 616 era stato costruito un piccolo santuario dopo che un pescatore aveva avuto una visione di san Pietro. Da allora il 29 giugno di ogni anno i pescatori del Tamigi portano in dono a san Pietro un salmone, che viene ricevuto dall'abate di Westminster. Attorno al 970 san Dunstano vi costruì un convento di monaci benedettini cui fu affidata la cura del santuario.
Nel 1045 re Edoardo aggiunse una grande donazione di terreni attorno e iniziò la realizzazione di una grandiosa chiesa in stile romanico che fu consacrata il 28 dicembre 1065. Nel 1245 fu ricostruita in stile gotico. Nel 1376 la navata fu completamente rifatta dall'architetto Henri Yevele, che curò anche la costruzione della Torre di Londra e del palazzo di Westminster.
Fra il 1503 e il 1519, durante i regni di Enrico VII e di Enrico VIII, venne eretta la Lady Chapel, chiamata oggi cappella Enrico VII. Il Rinascimento influenzò la creazione di questa parte dell'abbazia e vi lavorarono artisti italiani, come lo scultore Pietro Torrigiano. Nel 1540 i monaci benedettini dovettero lasciare il monastero a causa degli espropri e della persecuzione della Chiesa cattolica in seguito alla riforma anglicana. Il monastero cattolico venne rifondato da Maria I d'Inghilterra, ma fu nuovamente dissolto da Elisabetta I nel 1560.
La fine del monastero benedettino non tolse alla chiesa il suo speciale status di indipendenza dalla diocesi di Londra, anzi lo stesso Enrico VIII d'Inghilterra la elevò a cattedrale di una delle sei diocesi da lui fondate nel 1540. Ma già nel 1552 questa nuova diocesi fu abolita da Edoardo VI (e poco dopo, come già scritto, Maria I rifondò la comunità monastica). Elisabetta I d'Inghilterra la dichiarò royal peculiar (chiesa palatina) e tale rango si è conservato fino ad oggi. I decani della chiesa hanno mantenuto la giurisdizione ecclesiastica territoriale intorno a Westminster, che prima spettava agli abati, fino alle riforme dei confini diocesani nel 1840. 
Dal 1066, iniziando con Aroldo II d'Inghilterra cognato di Edoardo il Confessore, nella chiesa abbaziale si svolsero tutte le incoronazioni dei reali, tranne quelle di Edoardo V ed Edoardo VIII, e vi fu sepolta gran parte dei sovrani fino al 1760.
Pregiate sono le dieci campane dell'abbazia, in tonalità di Re3, famose per aver suonato a tutti gli eventi storici della famiglia reale.
Il 6 settembre 1997 vi furono celebrati i funerali di Lady Diana, vittima di un incidente automobilistico sotto il tunnel del Pont de l'Alma a Parigi, Il 9 aprile 2002 quelli della regina madre Elizabeth Bowes-Lyon, ultima regina d'Irlanda e imperatrice d'India, il 19 settembre 2022 i funerali della regina Elisabetta II.
Il 6 maggio 2023 vi è stato incoronato re Carlo III insieme alla regina consorte Camilla.

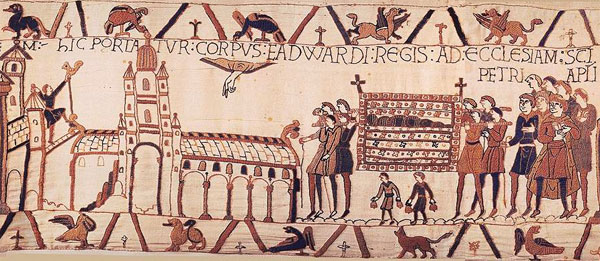
L'abbazia nell'Arazzo di Bayeux (XI secolo)
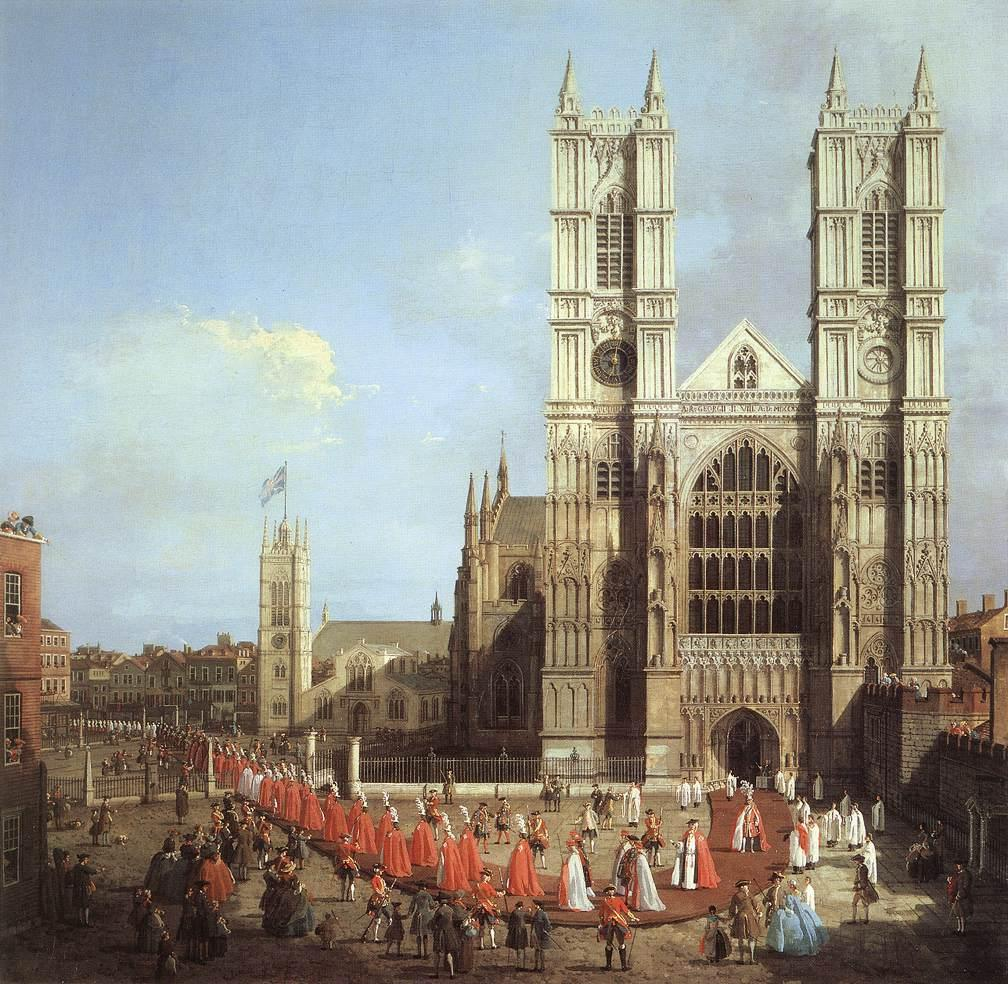
L'Abbazia di Westminster con la processione dell'Ordine del Bagno di Canaletto (1749)
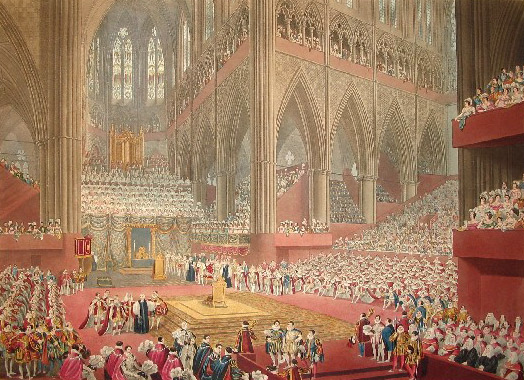
L'incoronazione di Giorgio IV di Matthew Dubourg (1822)

## Descrizione

### Esterno

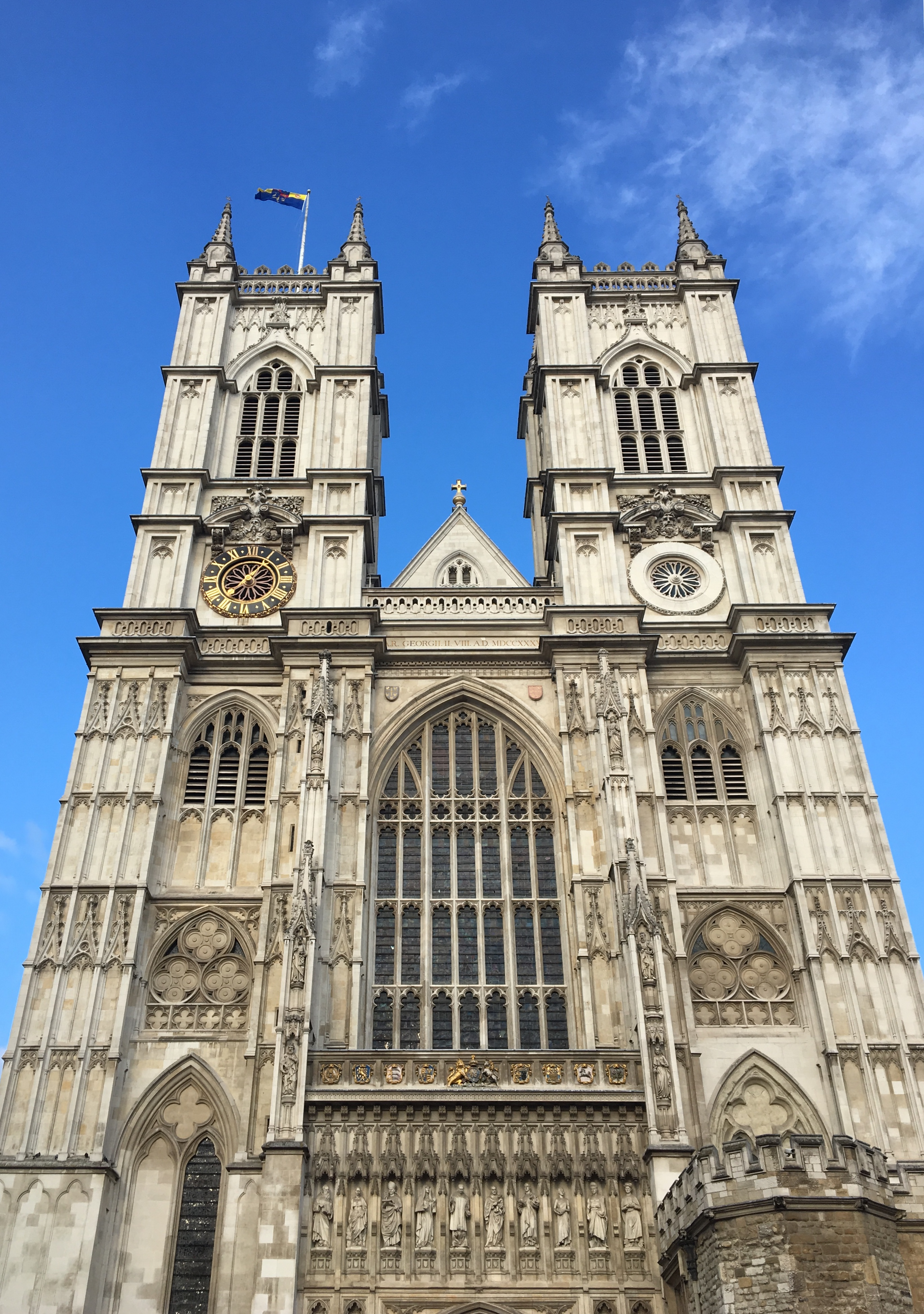
La facciata

La facciata principale, costruita nel XV secolo, è orientata verso ovest. Preceduta da un sagrato recintato da una cancellata in ferro battuto, è stretta fra le due torri campanarie, edificate tra il 1722 e il 1745 dall'architetto inglese Nicholas Hawksmoor in stile gotico, che ospitano il concerto di campane in Re maggiore, fuso nel 1971; la campana più grande pesa 1544 kg. Al centro della facciata si trova il portale strombato, affiancato dalle statue della Verità, della Giustizia, della Misericordia e della Pace. Sopra di esse, entro una galleria, vi sono le statue di dieci martiri cristiani del XX secolo: da sinistra, Massimiliano Maria Kolbe, Manche Masemola, Janani Luwum, Elisabetta d'Assia-Darmstadt, Martin Luther King, Óscar Romero, Dietrich Bonhoeffer, Esther John, Lucian Tapiedi, Wang Zhiming. Al centro della facciata si apre una grande polifora ogivale, chiusa da una vetrata policroma.
La facciata del braccio sinistro del transetto è a salienti, ispirata ai modelli francesi. Nella parte inferiore si aprono i tre grandi portali strombati (quello di sinistra è murato), ognuno dei quali è sormontato da una ghimberga; sopra i portali vi sono delle trifore e, più in alto, una loggia che si apre con bifore. In corrispondenza della navata centrale del transetto si trova il grande rosone circolare; la facciata del transetto termina in alto con un timpano triangolare decorato con motivi gotici; ai lati vi sono gli archi rampanti di sostegno, presenti anche a sostegno delle tre navate.

### Interno

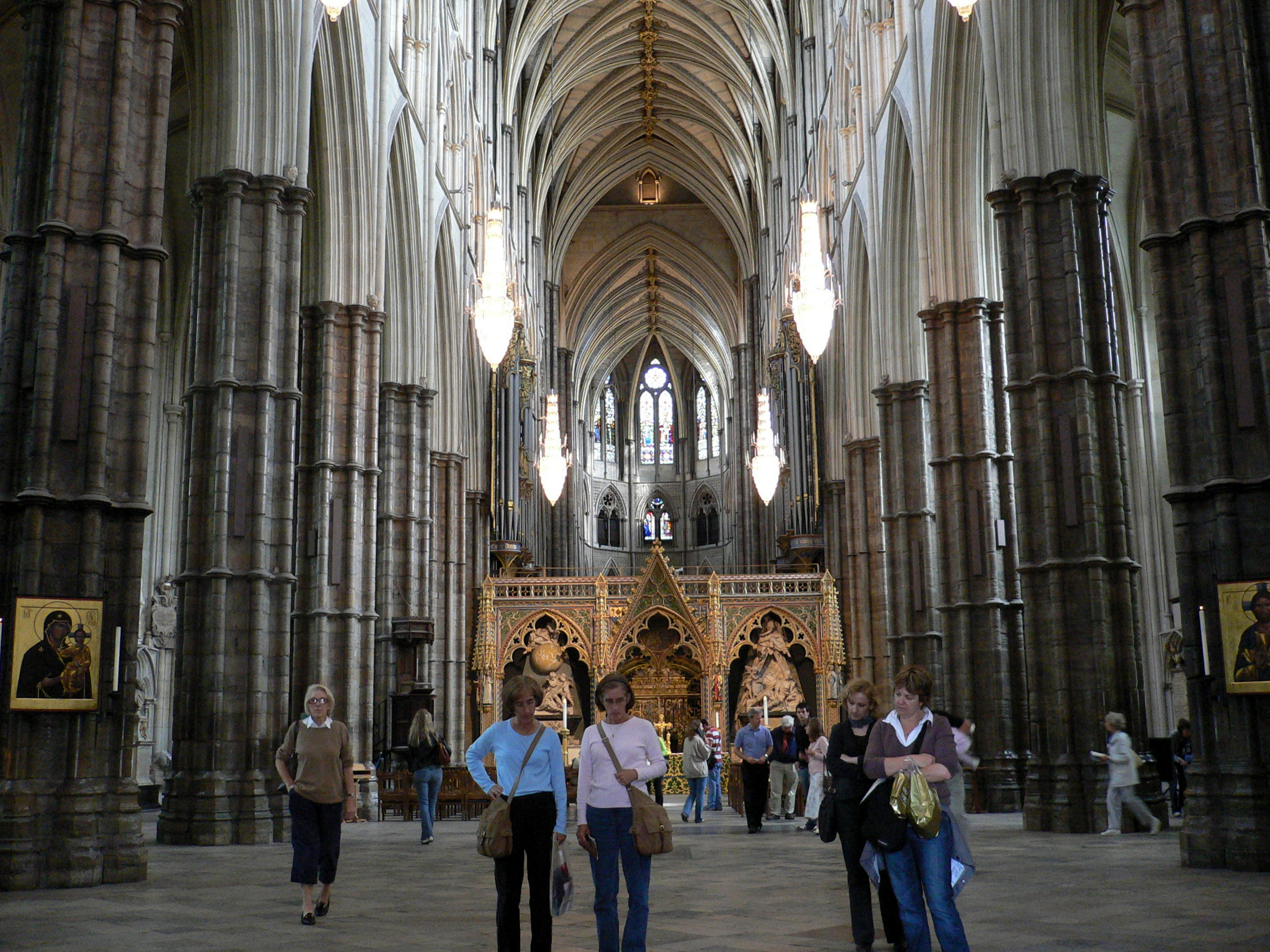
Interno

L'interno è a croce latina ed è a tre navate, con una lunghezza di 156 metri ed una larghezza complessiva di 34 metri; la volta della navata centrale, risalente al 1506, raggiunge l'altezza di 32 metri.
Dal portale occidentale si accede alla chiesa: subito si incontra la cappella di San Giorgio, un tempo battistero e ora dedicata ai caduti della prima guerra mondiale. Sulla sinistra è visibile quello che è considerato il più antico ritratto di un sovrano inglese giunto fino a noi, risalente al XIV secolo e raffigurante Riccardo II. Nella navata destra si incontra subito una lapide posta sul pavimento in onore del fondatore dello scautismo Robert Baden-Powell, morto nel 1941, e di sua moglie Olave. Seguono la panca Abbot e una serie di busti e rilievi di vari personaggi inglesi.
Lungo la navata centrale, appena entrati nella chiesa, si vede la tomba del Milite ignoto, poi la lapide di Winston Churchill. Più avanti sono collocate le tombe di alcuni architetti del XIX secolo e dell'esploratore David Livingstone. Di seguito altre tombe di artisti e militari che si distinsero nelle campagne coloniali indiane.
Nella navata di sinistra spicca il monumento di William Pitt il Giovane. Tutto il transetto, a destra e a sinistra dell'altare maggiore, è occupato dalle sepolture di personaggi storici, tra cui alcuni santi.
Nell'Angolo dei poeti sono visibili le tombe o le commemorazioni di alcuni letterati e poeti inglesi o britannici come Shakespeare, Browning, Chaucer, Dickens e Kipling. Tra le vetrate e le lapidi commemorative di poeti e scrittori sepolti altrove, vi è quella dell'irlandese Oscar Wilde.

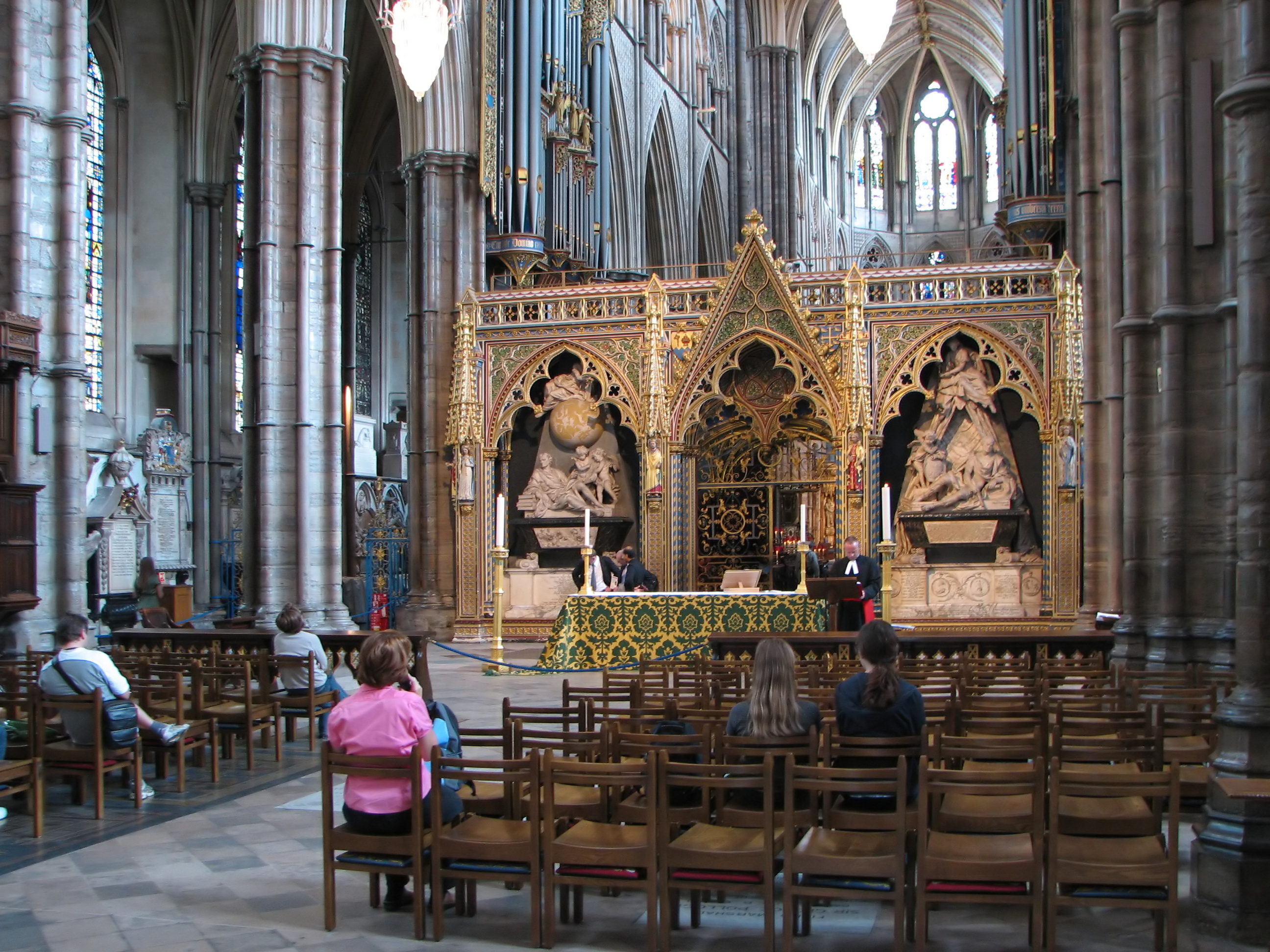
Lo jubé gotico

L'altare maggiore, opera di sir Gilbert Scott, è sovrastato da un mosaico in vetro che raffigura l'Ultima cena. Dietro l'altare maggiore si trovano le Cappelle Reali; la principale è quella dedicata a Enrico VII, a tre navate con una corona di cappelle. Complessivamente la cappella raccoglie un centinaio di tombe, quasi tutte di sovrani d'Inghilterra. La statua di Edoardo III, visibile nel museo, è la più antica statua europea in legno del sovrano.
Nella chiesa abbaziale è conservata la sedia di re Edoardo (King Edward's chair o St. Edward's chair), il trono sul quale si siedono i sovrani durante l'incoronazione, che si tiene tradizionalmente in questo luogo sin dal Natale del 1066, giorno dell'incoronazione di Guglielmo il Conquistatore.
Nell'Abbazia si trovano anche due scuole, la Westminster School, fondata dai Benedettini nel 1179, e la Scuola del coro dell'Abbazia di Westminster.

### Personalità sepolte nell'Abbazia
Sovrani d'Inghilterra e loro consorti
- Edoardo il Confessore e la moglie Edith del Wessex
- Enrico III d'Inghilterra
- Edoardo I d'Inghilterra e la moglie Eleonora di Castiglia
- Edoardo III d'Inghilterra e la moglie Filippa di Hainaut
- Riccardo II d'Inghilterra e la moglie Anna di Boemia
- Enrico V d'Inghilterra e la moglie Caterina di Valois
- Edoardo V d'Inghilterra
- Edoardo VI d'Inghilterra
- Maria I d'Inghilterra
- Elisabetta I d'Inghilterra
- Giacomo I d'Inghilterra e la moglie Anna di Danimarca
- Carlo II d'Inghilterra
- Maria II d'Inghilterra
- Guglielmo III d'Inghilterra
- Anna di Gran Bretagna e il marito Giorgio di Danimarca
- Giorgio II di Gran Bretagna e la moglie Carolina di Brandeburgo-Ansbach
- Maria Stuarda
- Enrico VII d'Inghilterra e la moglie Elisabetta di York

Altri monarchi
- Anna Neville
- Anna di Clèves, quarta moglie di Enrico VIII
- Elisabetta regina di Boemia

Navata
- Clement Attlee
- Angela Georgina Burdett-Coutts
- Thomas Cochrane
- Charles Darwin
- Stephen Hawking
- Ben Jonson
- Charles Lyell
- David Livingstone
- Isaac Newton
- Ernest Rutherford
- Robert Stephenson
- Ludovic Stewart, duca di Lennox
- George Edmund Street
- Joseph John Thomson
- William Thomson, Barone di Kelvin
- Thomas Tompion
- Il Milite Ignoto
- George Villiers, I duca di Buckingham

Transetto settentrionale
- William Ewart Gladstone
- William Pitt il Vecchio
- William Pitt il Giovane
- William Wilberforce
- John Malcolm
- John Jennings[4]

Angolo dei Poeti
- John André
- Peggy Ashcroft
- Robert Adam
- Robert Browning
- William Camden
- Thomas Campbell
- Geoffrey Chaucer
- William Congreve
- Abraham Cowley
- William Davenant
- Charles Dickens
- John Dryden
- Adam Fox
- David Garrick
- John Gay
- Georg Friedrich Händel
- Thomas Hardy (cuore sepolto a Stinford, Dorset)
- Henry Irving
- Samuel Johnson
- Rudyard Kipling
- Thomas Babington Macaulay
- John Masefield
- Laurence Olivier
- Thomas Parr
- Richard Brinsley Sheridan
- Edmund Spenser
- Alfred Tennyson

Chiostro
- Aphra Behn
- Percy Dearmer
- John Burgoyne
- Muzio Clementi

Coro
- Henry Purcell
- Ralph Vaughan Williams

Cenotafi
- Robert Baden-Powell, sepolto a Nyeri, Kenya
- Winston Churchill, sepolto a Bladon, Oxfordshire
- Paul Dirac, sepolto in Florida
- Benjamin Disraeli, sepolto a Hughenden Manor, Buckinghamshire
- Adam Lindsay Gordon, sepolto in Australia
- Jane Austen, sepolta a Winchester
- Charlotte Brontë, Emily Brontë, Anne Brontë
- John Harrison, sepolto a St. John's Church nell'Hampstead
- Henry Wadsworth Longfellow, sepolto a Cambridge, Massachusetts
- William Shakespeare, sepolto a Stratford-upon-Avon
- Oscar Wilde, sepolto a Parigi
- James Wolfe, sepolto a St. Alfege's Church nel Greenwich
- Diana Spencer, sepolta ad Althorp, Northamptonshire,
- James Clerk Maxwell, sepolto a Parton, Dumfries e Galloway

### Organi a canne
Nella chiesa si trovano tre organi a canne.
Lo strumento principale è collocato in due corpi contrapposti ai lati dello jubé, al di sopra del quale vi è la consolle. Fu costruito dalla ditta organaria inglese Harrison & Harrison, che in seguito lo restaurò ed ampliò più volte; vennero riutilizzati il materiale fonico del precedente organo, fatto da Wills nel 1848, e le sue casse, edificate nel 1895 su progetto di John Loughborough Pearson. L'organo dispone di 105 registri su cinque manuali e pedali, ed è a trasmissione elettrica.
L'organo positivo da continuo a cassapanca, realizzato nel 1994 dalla ditta Kenneth Tickell and Co., ha 5 registri ed è a trasmissione meccanica.
Nella cappella assiale vi è un organo donato nel 2012 dal sindaco di Londra alla regina Elisabetta II in occasione del suo giubileo di diamante; è opera della ditta Manders, ed è ispirato agli organi positivi inglesi di epoca barocca ed ha 11 registri.